# Joseph Yedikissa-Dhadié
Joseph Yedikissa-Dhadié – kongijski polityk i samorządowiec, od 2017 roku senator z list Panafrykańskiego Związku na rzecz Demokracji Społecznej. Jest II Sekretarzem Senatu Republiki Konga.    

## Życiorys
Podczas I Nadzwyczajnego Kongresu Panafrykańskiego Związku na rzecz Demokracji Społecznej został wybrany członkiem biura politycznego partii.
W wyborach do Senatu w 2008 roku był kandydatem UPADS w Boko-Songho. W wyborach parlamentarnych w 2012 roku, kandydując w okręgu Boko-Songho do Zgromadzenia Narodowego, uzyskał w pierwszej turze 30,13% głosów. W wyborach samorządowych w 2014 roku został z list UPADS wybrany radnym gminy Boko-Songho w departamencie Bouenza.
W wyborach parlamentarnych w 2017 roku został wybrany deputowanym do Senatu Republiki Konga, kandydując z list UPADS w okręgu Bouenza. 12 września 2017 roku został wybrany II Sekretarzem Senatu. 